# Mord in bester Gesellschaft: Die Nächte des Herrn Senator
Die Nächte des Herrn Senator ist ein deutscher Fernsehfilm von Hans Werner aus dem Jahr 2008. Es handelt sich um die dritte Episode der Kriminalfilmreihe Mord in bester Gesellschaft mit Fritz Wepper als Psychiater Wendelin Winter in der Hauptrolle und Weppers Tochter Sophie, die Winters Tochter Alexandra spielt. Die Haupt-Gastrollen dieser Folge sind besetzt mit Gudrun Landgrebe, Wolf Roth, Carolin Fink, Uwe Rohde, Dietrich Hollinderbäumer, Daniel Roesner, Vaile Fuchs und Krystian Martinek.
Das Erste schrieb zur Erstausstrahlung des Films, der kriminalistische Spürsinn des Psychologen Wendelin Winter sei gefordert, als dieser seine Tochter Alexandra in Hamburg besuche. Alexandras Mitbewohnerin Maike Südhoff, die vorgab Musik zu studieren, ist ermordet worden. Sie arbeitete in Wahrheit als Callgirl. Zu ihren Kunden zählte auch Kultur-Senator Konrad Niehaus.

## Handlung
Alexandra Winter lebt mit dem Jurastudenten Felix und der Musikstudentin Maike Südhoff gemeinsam in einer WG in Hamburg. Ihr Vater, der Psychiater Dr. Wendelin Winter, besucht sie dort. Als Maike nach einem Konzert nicht zurückkommt, macht Felix sich Sorgen. Sein Gefühl sage ihm, dass etwas nicht in Ordnung sei, meint er zu Alexandra. 
Als Winter anderentags mit Maikes Hund Paulchen an der Elbe unterwegs ist, bellt der Hund aufgeregt und Winter findet, als er Paulchen folgt, in einen Teppich eingehüllt Maikes Leiche, die schwere Kopfverletzungen aufweist. Bei ersten Nachforschungen stößt der Psychiater auf die Adresse einer Villa Bellamusica an der Alsterchaussee und findet heraus, dass diese Agentur Mädchen vermittelt hat, die bei ihren Hauskonzerten nichts außer dem Instrument trugen. Maike war für „Bellamusica“ als „Cello“ aktiv. Spielen konnte sie das Instrument allerdings nicht. Der angebliche Musikverein bot Sex hinter verschlossenen Türen. 
Senator Konrad Niehaus, bei dem Maike ihre letzte Vorstellung gegeben hat, weiß nicht, was in jener Nacht vorgefallen ist. Er hat einen Filmriss. Er hat Maikes Leiche gefunden, in einen teuren Teppich gewickelt und am Elbstrand abgelegt. Ebenfalls anwesend waren am Abend zuvor Richter Julius Arndt und Juwelier Steven Reinbeck. Die beiden Männer wollen nun plötzlich mit ihrem Freund, der nun auf einmal nicht mehr ihr Freund ist, nichts mehr zu tun haben. Sie wollen sich in die Sache nicht hineinziehen lassen, verkünden sie Niehaus kalt.
Maikes Bruder Uwe Südhoff, der gerade erst aus dem Gefängnis entlassen worden ist, sucht Simone Angermann von „Bellamusica“ auf und bedroht sie. Er will die Namen der Männer von ihr, mit denen seine Schwester zuletzt zusammen war. Felix hingegen ist völlig außer sich, da Maike für ihn etwas ganz Besonderes war. Als Winter andeutet, dass sie ihren Körper verkauft habe, will er davon nichts wissen, er lasse sich sein Bild von Maike nicht kaputtmachen. 
Da der Teppich schnell zu Senator Niehaus führt, wird dieser von Kriminalkommissar Kliewer wegen des Verdachts Maike Südhoff ermordet zu haben festgenommen. Angermann erzählt Winter, dass Clara Niehaus in der Mordnacht nicht auf Sylt gewesen sei. Sie habe sie besucht und gebeten, keines der Mädchen zu ihrem Mann zu schicken. Es sei ihr Hochzeitstag gewesen. Um ihren Mann zu schützen, behauptet Clara Niehaus gegenüber Winter, dass sie die junge Frau erschlagen habe. Es kommt jedoch zu weiteren Anschlägen, erst trifft es Richter Arndt, dem niemand mehr helfen kann und dann auch Juwelier Reinbeck, der jedoch dank Winters schneller Reaktion gerettet wird. 
Alexandra findet in der Waschmaschine, in der Felix seine Sachen gewaschen hat nicht nur sein T-Shirt an dem noch Blut haftet, sondern auch die Kette, die die Mitglieder von „Bellamusica“ bei ihren Treffen trugen, einen goldenen Notenschlüssel. Der junge Mann ist inzwischen unterwegs, um auch den Senator, der nach dem Geständnis seiner Frau aus der Haft entlassen worden ist, zu töten. Winter kommt hinzu und redet auf Felix ein, der immer noch das Bild von einer verführten Frau aufrechterhalten will. Winter meint, Felix habe Maike nie besessen, er habe es nur nicht ertragen können, dass andere Männer sie hätten kaufen können. Ihn habe sie nie ernst genommen, auch in dieser Nacht nicht, als er plötzlich in der Villa aufgetaucht sei, und ihr seine Liebe gestanden habe. Ihre Zurückweisung habe er nicht ertragen. Felix lässt sich jedoch nicht beirren und will erneut auf den Senator losgehen. Winters Warnruf lässt Niehaus zur Seite treten, und Felix stürzt über die Geländerbrüstung in die Tiefe.
Uwe Südhoff offenbart, dass seine Schwester diesen Job für ihn gemacht habe, um seine Schulden abzubezahlen. Am nächsten Tag verkünden die Zeitungen, dass Senator Niehaus von seinem Amt zurückgetreten sei.

## Produktion

### Dreharbeiten, Hintergrund
Für Die Nächte des Herrn Senator wurde vom 20. November bis zum 18. Dezember 2007 an Schauplätzen in Hamburg und Umgebung gedreht. Tivoli drehte den Film in Zusammenarbeit mit der ARD Degeto für das Erste und den ORF. Die Redaktion lag bei Hans-Wolfgang Jurgan (ARD Degeto) und Andrea Bogad-Radatz (ORF).
Harald Suerland von den Westfälischen Nachrichten sprach mit Wolf Roth, der den Senator Konrad Niehaus im Film verkörpert. Er wollte wissen, ob man als Zuschauer nicht zu solchen Figuren eine viel größere Distanz habe als zu den Netten. Roth meinte, dieser Mann gehe durch Höllenqualen, man habe sogar Mitleid mit ihm. Den Gutmenschen gebe es kaum in unserer Gesellschaft, wir alle hätten vieles von solchen Figuren in uns. Eine solche Figur gebe dem Zuschauer die Möglichkeit, sich zu fragen, ob das ein Unmensch sei und ob er selbst auch so sein könne oder er Typen kenne, die auch so sein könnten. Ja, Fritz Wepper kenne er schon so lange. Der Hauptgrund, dass er die Rolle angenommen habe, sei allerdings das Drehbuch gewesen. Ein Krimi mit komödiantischen Facetten, der nicht in die eine oder andere Richtung kippe, das habe ihm gut gefallen. Diese „Biederkeit des Bürgertums“ habe ihn, und da greife er bewusst hoch, an Claude Chabrols Filme erinnert.

### Veröffentlichung
Die Erstausstrahlung des Films fand am Samstag, dem 25. Oktober 2008, im Programm der ARD Das Erste statt.
Die MCP Sound & Media GmbH gab den Film am 28. September 2012 zusammen mit den zwei ersten und dem vierten und fünften Fall auf DVD heraus. Am 28. August 2020 erscheinen alle 15 Folgen auf DVD, herausgegeben von Bluray/Dvd (Mcp Sound & Media).

## Kritik
Die Kritiker der Fernsehzeitschrift TV Spielfilm zeigten mit dem Daumen nach oben, gaben für Humor und Erotik je einen von drei möglichen Punkten, für Spannung zwei und meinten, dies sei die „bisher beste Episode der Krimireihe“. Sie biete eine „recht kurzweilige Täterjagd mit guter Besetzung und feinem Hamburg-Flair“. Fazit:  „Täter-Rätsel mit einigen Überraschungen.“
Der Filmdienst lobte: „Amüsanter (Fernsehserien-)Krimi, der mit einer gewissen Süffisanz die Leichen in den Kellern der besseren Gesellschaft ordnet. – Ab 14.“